# Alter Wall 11 (Plau am See)

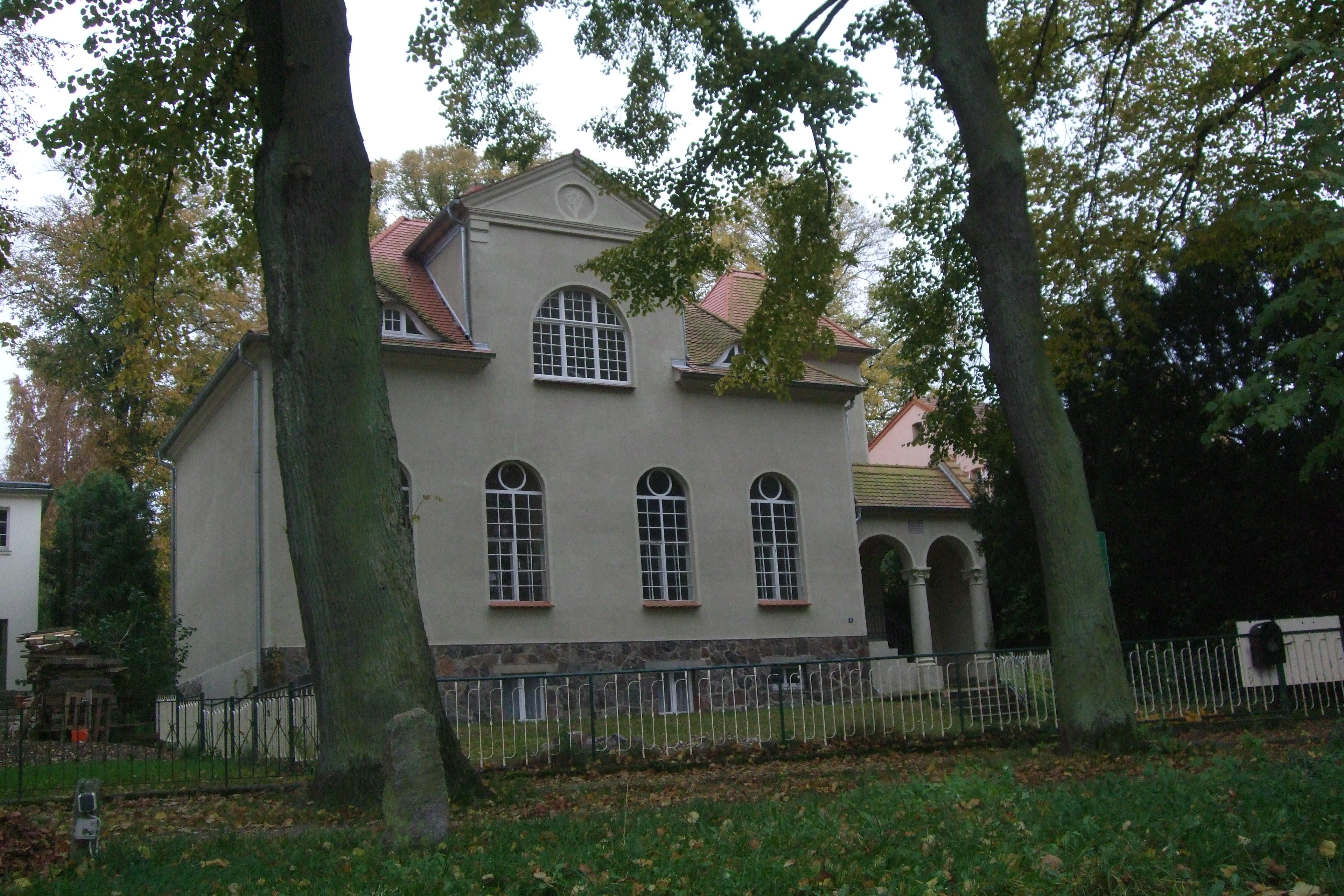

Das Wohnhaus Alter Wall 11 in Plau am See (Mecklenburg-Vorpommern) wurde 1904 gebaut.
Das Gebäude steht unter Denkmalschutz.

## Geschichte
Plau am See ist im 13. Jahrhundert entstanden und wurde 1235 erstmals als Stadt erwähnt.
Das eingeschossige verputzte historisierende Gebäude im Stil des Neoklassizismus  mit einem Walmdach, dem zweigeschossigen Zwerchgiebel sowie den Rundbögen über Fenstern und Tür wurde 1904/05 als Stiftung von Heinrich Haukohl nach Plänen von Otto Stahn (Berlin) gebaut und am 5. Juni 1906 feierlich eingeweiht. Das Haus diente mit einer dazugehörigen Turnhalle bis 2004 als Kinderhort der Heinrich-Haukohl-Stiftung. Heute sind hier nach Umbauten Ferienwohnungen untergebracht.
Der Architekt Otto Stahn hat 1904 in Plau auch die ehemalige Turnhalle, Bergstraße 28, im Jugendstil entworfen (heute Kindergarten).